# Balkanmeisterschaft 2010 (Badminton)
Die Balkanmeisterschaft 2010 im Badminton fand vom 24. bis zum 26. September 2010 in Kawarna statt.

## Sieger und Platzierte
| Disziplin    | Gold | Silber | Bronze |
| ------------ | --- | --- | --- |
| Herreneinzel | Krasimir Jankov | Ramazan Öztürk                                                                                               | Ivan Rusev |
| Herreneinzel | Krasimir Jankov | Ramazan Öztürk                                                                                               | Dimitar Delchev |
| Dameneinzel  | Öznur Çalışkan | Neslihan Yiğit                                                                                               | Stefani Stoeva |
| Dameneinzel  | Öznur Çalışkan | Neslihan Yiğit                                                                                               | Dimitria Popstoikova |
| Herrendoppel | Krasimir Jankov Vladimir Metodiev | Sarkis Agopyan Yulian Hristov                                                                                | Emre Aslan Hüseyin Oruç |
| Herrendoppel | Krasimir Jankov Vladimir Metodiev | Sarkis Agopyan Yulian Hristov                                                                                | Emre Lale Emre Vural |
| Damendoppel  | Gabriela Stoeva Stefani Stoeva | Neslihan Kılıç Neslihan Yiğit                                                                                | Bistra Maneva Dimitria Popstoikova                                                                                                   |
| Damendoppel  | Gabriela Stoeva Stefani Stoeva | Neslihan Kılıç Neslihan Yiğit                                                                                | Florentina Constantinescu Alexandra Milon                                                                                            |
| Mixed        | Julian Hristov Dimitria Popstoikova | Vladimir Metodiev Bistra Maneva                                                                              | Ramazan Öztürk Neslihan Kılıç |
| Mixed        | Julian Hristov Dimitria Popstoikova | Vladimir Metodiev Bistra Maneva                                                                              | Hüseyin Oruç Ebru Tunalı |
| Team         | Bulgarien Sarkis Agopyan Dimitar Delchev Yulian Hristov Krasimir Jankov Vladimir Metodiev Ivan Rusev Bistra Maneva Dimitria Popstoikova Gabriela Stoeva Stefani Stoeva | Türkei Emre Aslan Emre Lale Hüseyin Oruç Ramazan Öztürk Emre Vural Neslihan Kılıç Ebru Tunalı Neslihan Yiğit | Rumänien Robert Ciobotaru Daniel Cojocaru Ionut Gradinaru Florin Patroaica Florentina Constantinescu Magda Lozmiceru Alexandra Milon |

## Teams

### Gruppe A
| Platz | Team      | Pld | W | L | MF | MA | MD  | Pts | Qualifikation |
| ----- | --------- | --- | - | - | -- | -- | --- | --- | ------------- |
| 1     | Bulgarien | 2   | 2 | 0 | 10 | 0  | +10 | 2   | Q             |
| 2     | Moldau    | 2   | 1 | 1 | 4  | 6  | −2  | 1   | Q             |
| 3     | Serbien   | 2   | 0 | 2 | 1  | 9  | −8  | 0   |               |

Quelle

### Gruppe B
| Platz | Team           | Pld | W | L | MF | MA | MD  | Pts | Qualifikation |
| ----- | -------------- | --- | - | - | -- | -- | --- | --- | ------------- |
| 1     | Türkei         | 2   | 2 | 0 | 10 | 0  | +10 | 2   | Q             |
| 2     | Rumänien       | 2   | 1 | 1 | 5  | 5  | 0   | 1   | Q             |
| 3     | Nordmazedonien | 2   | 0 | 2 | 0  | 10 | −10 | 0   |               |

Quelle

### Endrunde
|  | Halbfinale | Halbfinale | Halbfinale |                  |  | Finale | Finale    | Finale |
|  |            |            |            |                  |  |        |           |        |
|  |            |            |            |                  |  |        |           |        |
|  |            | Bulgarien  | 4          |                  |  |        |           |        |
|  |            | Rumänien   | 1          |                  |  |        | Bulgarien | 3      |
|  |            |            |            |                  |  |        | Türkei    | 0      |
|  |            |            |            |                  |  |        |           |        |
|  |            |            |            | Spiel um Platz 3 |  |        |           |        |
|  |            | Moldau     | 0          |                  |  |        |           |        |
|  |            | Türkei     | 5          |                  |  |        | Rumänien  | 3      |
|  |            |            |            |                  |  |        | Moldau    | 2      |
|  |            |            |            |                  |  |        |           |        |